# (123509) 2000 WK183
2000 دابليو كي 183 (ويعرف أيضًا باسم (123509) 2000 دابليو كي 183 وفق تسمية الكوكب الصغير) (بالإنجليزية: 2000 WK183)‏ هو كويكب ضمن حزام الكويكبات؛ وترتيبه 123509 من حيث الاكتشاف.
اكتُشف هذا الجُرم الفلكي بواسطة Audrey C. Delsanti ‏ في 26 نوفمبر 2000.

## وصلات خارجية
- (123509) 2000 WK183 في قاعدة بيانات مختبر الدفع النفاث لأجرام النظام الشمسي الصغيرة

- الاكتشاف · مخطط المدار ·  العناصر المدارية · المعلمات المادية

- (123509) 2000 WK183 على موقع ويكي سكاي: DSS2, SDSS, GALEX, IRAS, Hydrogen α, X-Ray, Astrophoto, Sky Map, Articles and images